# Henry Somerset, 12. Duke of Beaufort
Henry John FitzRoy Somerset, 12. Duke of Beaufort (* 22. Mai 1952), ist ein britischer Peer.

## Biographie

### Frühes Leben
Henry (genannt Bunter) Beaufort ist der älteste Sohn von David Somerset, 11. Duke of Beaufort und Lady Caroline Jane Thynne und besuchte das Eton College. Bis zum Tode seines Vaters 2017 führte er den Höflichkeitstitel Marquess of Worcester, seither ist er der 12. Duke of Beaufort.
Er und seine Familie stammen in der männlichen Linie von Edward III. ab; somit sind sie die letzten lebenden Nachfahren der Plantagenets im direkten Mannesstamm, wenn auch in einer Bastardlinie. Der erste Somerset war ein legitimierter Sohn von Henry Beaufort, Duke of Somerset, dessen Großvater ein außerehelicher, später legitimierter Sohn von John of Gaunt war. Er ist ein Cousin 7. Grades von Königin Elizabeth II. durch ihren gemeinsamen Vorfahren William Cavendish, 3. Duke of Devonshire.

### Musiker
Beaufort ist Sänger und Songwriter der Rock-Gruppe „The Listening Device“.
Die Band trat u. a. beim Glastonbury Festival 2016 und beim Highclere Rocks Konzert 2006 auf.

## Familie
Er heiratete am 13. Juni 1987 im Cornwell Manor, Chipping Norton, Oxfordshire, die Umweltaktivistin und ehemalige Schauspielerin Tracy Louise Ward, eine Schwester der Schauspielerin Rachel Ward. Ihre Eltern sind Hon. Peter Alistair Ward und Claire Leonora Baring; ihr Großvater war William Ward, 3. Earl of Dudley (1894–1969).
Mit ihr hat er drei Kinder:
1. (Henry) Robert FitzRoy Somerset (Bobby Worcester), (* 20. Januar 1989), Marquess of Worcester (bis 2017 Earl of Glamorgan), verheiratet mit Lucy Yorke-Long
  1. Henry, Earl of Glamorgan (* 28. Mai 2021)
  2. Lord Jack (* 24. Oktober 2024)
  3. Lady Lara Charlotte (* 4. Juli 2023)
2. Lady Isabella Elsa Somerset (Bella Somerset), (* 3. August 1992).
3. Lord Alexander Lorne Somerset (Jordan Somerset), (* 19.  November 1993 in London).

Die Ehe wurde 2018 geschieden. In zweiter Ehe heiratete er Georgia Powell.
Er wohnt im Badminton House in Gloucestershire.